# 戴維斯縣 (印地安納州)
戴維斯縣（英語：Daviess County）是美國印地安納州西南部的一個縣。面積1,131平方公里。根據美國2000年人口普查，共有人口29,820人。縣治華盛頓（Washington）。
成立於1816年2月24日，1817年2月15日生效。縣名紀念在蒂珀卡努战役中陣亡的約瑟·H·戴維斯（Joseph Hamilton Daveiss，縣名為手民之誤）。